# Putsch di Struve
il putsch di Struve (in tedesco: Struve-Putsch), noto anche come Seconda rivolta di Baden o seconda ribellione di Baden fu la proclamazione il 21 settembre del 1848 della Repubblica di Baden da parte dei rivoluzionari guidati da Gustav von Struve. 
L'azione e con essa l'effimera repubblica si conclusero con l'arresto dello stesso Struve e dei manifestanti repubblicani suoi sostenitori presso la città di Wehr il 25 settembre di quello stesso anno.

## Antefatto
Dopo la fallita campagna di Hecker nel maggio del 1848, Friedrich Hecker, Gustav Struve e molti altri repubblicani furono costretti a fuggire presso la vicina Svizzera. Dopo la vittoria dei cantoni svizzeri liberali contro i cantoni uniti nel Sonderbund, di ispirazione cattolico-conservatrice, i repubblicani tedeschi in Svizzera si aspettavano non solo un rifugio sicuro e vicino al confine con la Germania, ma anche sostegno politico per le loro azioni. Tuttavia, la Svizzera voleva rimanere neutrale ed evitare un conflitto con la nazione tedesca della Prussia, già gravato dal timore che le truppe prussiane potessero invadere il territorio della confederazione che aveva assorbito il possedimento di Neuchâtel.
Altri repubblicani avevano cercato asilo in Francia e ora, dopo la repressione della rivolta operaia di Parigi, stavano vivendo la spaccatura tra la borghesia e la classe operaia, che aumentò anche le spaccature tra i liberali moderati e i repubblicani in Germania.
Nella questione dello Schleswig-Holstein, sorse un conflitto tra la Prussia e l'Assemblea nazionale di Francoforte sul Trattato di Malmö (1848). Il 5 settembre 1848 l'Assemblea nazionale respinse l'armistizio con 238 voti favorevoli e 221 contrari, ma lo ratificò poi il 16 settembre. Pertanto, il 18 settembre, ci fu una rivolta a Francoforte (Rivoluzione di settembre del 1848) contro l'assemblea nazionale compiacente e il dominio della Prussia, che fu sanguinosamente repressa dalle truppe prussiane e austriache.

### Il periodo di stallo
Il 25 aprile 1848 Struve si recò prima a Rheinfelden e da lì via Basilea e Hüningen, giunse a Strasburgo. Tuttavia, il governo francese decise di rispettare le richieste della Confederazione tedesca ed espulse dai propri confini tutti i profughi dalle aree di confine con la Germania. Passando quindi a Châlons-en-Champagne, si trasferì a Parigi dove ebbe modo di veder svolgersi la rivolta di giugno. Il 18 giugno, invece, tornò a Strasburgo e da lì si trasferì a Birsfelden. Dal 21 luglio Struve prese a pubblicare a Basilea il settimanale Deutscher Spectators. All'inizio di agosto di quello stesso anno si trasferì a Rheinfelden. Mentre Hecker lasciò la Svizzera all'inizio di settembre e viaggiò via Strasburgo a Le Havre - dove si imbarcò su una nave diretta negli Stati Uniti - Struve continuò l'agitazione per una repubblica tedesca rimanendo a stretto contatto coi rivoluzionari ed i loro gruppi sul territorio.

## I preparativi

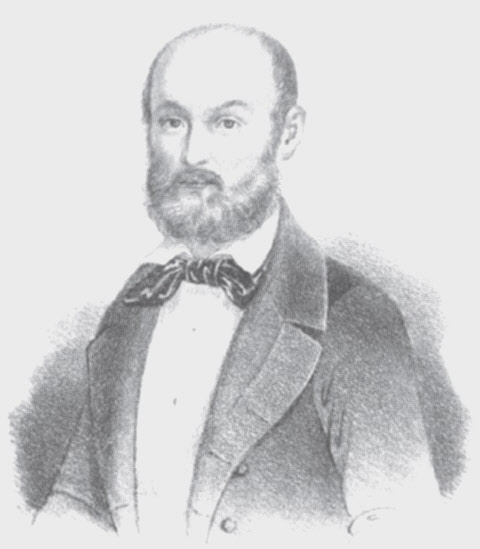
Gustav Struve

Secondo lo stesso Struve, la notizia della rivolta scoppiata il 18 settembre a Francoforte fu l'innesco decisivo della seconda rivoluzione del Baden. In caso di vittoria, secondo i rivoluzionari, gli ideali della rivoluzione avrebbero avuto ancor maggior diffusione sul territorio, mentre in caso di sconfitta la piazzaforte preparata da Struve avrebbe rappresentato un valido punto d'appoggio in Germania per i fuggitivi da Francoforte. Le pressioni per sferrare un nuovo colpo alla Confederazione tedesca erano pervenute da più parti, tuttavia persistevano ancora dubbi tra i profughi in Svizzera per il rischio di un'azione mal preparata e frettolosa. E proprio uno dei dubbiosi, Theodor Mögling, sollevò in seguito accuse di cattiva predisposizione degli eventi nei confronti d Struve: "Avevamo un piano molto più ampio e completo, che Struve ci ha completamente rovinato con il suo putsch calcolato male". Tuttavia, Mögling ed i suoi seguaci presero comunque parte all'azione dopo l'avvio di Struve il 21 settembre. Inoltre alcuni tra gli oppositori di Struve tra i repubblicani presero a spargere la voce secondo la quale Struve era stato mosso non dall'amore per gli ideali della rivoluzione ma da motivi economici, poiché non poteva guadagnarsi da vivere a Basilea.

### "Prosperità, educazione e libertà per tutti"
"Prosperità, educazione e libertà per tutti", questo era lo slogan col quale si mosse il putsch di Struve. Il "Piano per la rivoluzione e la repubblicanizzazione della Germania" pubblicato da Gustav Struve e da Karl Heinzen nel 1848 poteva essere considerato a tutti gli effetti il vero e proprio programma del governo di Struve. L'elaborazione avvenne all'epoca della sua permanenza a Strasburgo e l'obbiettivo era non solo quello di abolire la monarchia, ma di perseguire l'unità tedesca all'insegna di un'unica grande repubblica che partisse proprio dal Baden. Oltre alle richieste di diritti e libertà civili (ad esempio la libertà di stampa o il diritto ad avere giusti processi con giuria), vennero avanzate anche richieste in campo sociale. L'art. 7 richiedeva esplicitamente: "Lo squilibrio tra lavoro e capitale deve essere compensato dall'efficacia di uno speciale ministero del lavoro, che controlli l'usura, protegga il lavoro e in particolare assicuri che vi sia una quota adeguata dei profitti di un lavoro", criticando quindi fortemente la dottrina capitalista. Il programma, seppur innovativo rispetto all'epoca, era purtroppo mal visto sia dai monarchici (che lo giudicavano un tradimento nei confronti dello stato) sia da gran parte della borghesia badense che desiderava si una costituzione, ma rimanendo in un regime monarchico.

## Il colpo di stato
Dopo che Struve fu certo la sera del 20 settembre 1848 che la milizia di Lörrach lo avrebbe sostenuto nelle sue azioni, informò i suoi sostenitori in città delle sue intenzioni di attraversare il confine tra le città di Riehen e Stetten alle ore 16:00 del giorno successivo. Tra i suoi compagni vi erano Moritz Wilhelm von Löwenfels, Karl Blind, Friedrich Neff, Pedro Dusar e Josef Spehn. Il gruppo era disarmato durante l'attraversamento del confine e non venne pertanto ostacolato dai doganieri del granducato di Baden. A Stetten vi fu l'unione con la milizia locale ed il gruppo si spostò quindi a Lörrach dove già nel pomeriggio la milizia armata aveva occupato i punti più importanti della città e arrestato gli ufficiali granducali. Struve giunse a Lörrach intorno alle 18:00. Dal balcone del municipio proclamò la fondazione della repubblica e nel contempo dichiarò l'applicazione della legge marziale. Tutti gli uomini di età compresa tra i 18 ei 40 anni che erano in grado di portare le armi vennero richiamati alle armi. Al posto di Johann Philipp Becker, che non era ancora arrivato sul posto, Moritz Wilhelm von Löwenfels venne chiamato ad assumere la guida delle operazioni militari. A Wilhelm Liebknecht venne affidato il compito di radunare più repubblicani possibili vicino a Säckingen e di portarli verso Struve il giorno successivo. Tuttavia, questi venne arrestato nei pressi di Säckingen e portato a Friburgo. Karl Blind, che fungeva da segretario del governo repubblicano provvisorio e Friedrich Neff che doveva fornire i fondi necessari requisendo le casse pubbliche, si trovarono in difficoltà. Struve riteneva che membri di spicco della sinistra nell'Assemblea nazionale di Francoforte si sarebbero presto riuniti nel suo quartier generale e che il suo governo avrebbe potuto contare su una base più ampia. Il putsch di Struve fu probabilmente un'azione controversa anche all'interno dei repubblicani, ma non fu affatto un affare puramente locale e non un'azione di pochi come si potrebbe pensare: a prova di ciò si ricordano le numerose azioni di sabotaggio operate sui sistemi ferroviari tra Heidelberg e Schliengen, con lo scopo di impedire il movimento delle truppe granducali nell'Oberland del Baden.
Struve prevedeva di poter mobilitare una forza di 10 000 uomini in totale. Il 23 settembre la colonna di Struve lasciò Lörrach passando per Kandern e Schliengen e quindi per Müllheim. Le due colonne (Struve a Rheintal e Mögling a Wiesental) dovevano incontrarsi a Horben, appena prima di Friburgo, e poi da lì prendere possesso della città. Il 24 settembre, la colonna avanzò verso Staufen, dove quello stesso giorno si ebbe uno scontro che si concluse con la sconfitta e la fuga dei rivoluzionari.
Friedrich Neff non andò a Staufen con la colonna principale, ma raccolse invece ulteriori contingenti per unirsi alle altre truppe presso Muellheim. Con questi 2 000 uomini Neff giunse nei pressi della colonna principale verso le 13:00, ma quando si seppe della sconfitta di Staufen, parte dei suoi uomini si era già dispersa; allora, rimasto con sole 1 500 unità, si mosse verso Sulzburg e Todtnau per unirsi alla colonna di Wiesental. Il 25 settembre, tuttavia, decise di ricondurre la sua colonna di volontari presso Mullheim, dove incontrò August Willich che era giunto sul posto troppo tardi. Tentò di nuovo di condurre i rivoluzionari ad agire, ma ciò non fu più possibile dal momento che l'arrivo delle truppe del Baden destabilizzò a tal punto i combattenti da farli fuggire. Mullheim, sentendosi minacciato direttamente, decise di fuggire in Svizzera e il 26 settembre la città di Mullheim venne occupata dalle truppe di stato. Ovunque i funzionari granducali vennero liberati e tornarono alle loro cariche. La speranza di Struve che la rivolta si estendesse ad altre aree tedesche non si verificò. Solo a Rottweil, nel Württemberg, il 24 settembre si svolse un'assemblea organizzata da Gottlieb Rau ed il giorno successivo un gruppo armato di circa 1 000 uomini marciò su Stoccarda, ma si sciolse poco dopo quando seppe della sconfitta dei loro compatrioti a Staufen.

## L'atteggiamento della Svizzera
Nel settembre del 1848 Franz Raveaux giunse in Svizzera come inviato del governo provvisorio centrale tedesco. Il 4 ottobre 1848 consegnò a Berna una nota di protesta, in cui si denunciava la più evidente violazione degli obblighi di diritto internazionale da parte della Svizzera, poiché non aveva interrotto i preparativi del golpe di Struve quando era ancora in corso la sua organizzazione in territorio svizzero. Vennero richieste punizioni severe nei confronti dei funzionari responsabili nonché il divieto di soggiorno nei pressi del confine per quegli esuli che avevano scelto proprio la Svizzera come meta del loro esilio. Il governo svizzero respinse nettamente non solo la forma ma anche il contenuto della nota e affermò che non vi era stata alcuna incursione armata partita dal suolo della Svizzera e diretta nel Baden, ma che la rivolta si era originata ed era scoppiata nel Baden stesso.
Nel giugno 1849, lo stesso Raveaux fu uno di coloro che fuggirono in Svizzera.